# Cowper
Cowper är en ort i Australien. Den ligger i kommunen Clarence Valley och delstaten New South Wales, i den sydöstra delen av landet, omkring 510 kilometer norr om delstatshuvudstaden Sydney. Orten hade 94 invånare år 2016.
Närmaste större samhälle är Grafton, omkring 18 kilometer sydväst om Cowper. 